# Marillac-le-Franc

Marillac-le-Franc este o comună în departamentul Charente, Franța. În 1 ianuarie 2022 avea o populație de 823 de locuitori.